# جائزة تشارلي كوناتشر الإنسانية
جائزة تشارلي كوناشر الإنسانية (أو كأس تشارلي كوناشر التذكارية ) كانت جائزة تُمنح للاعب في دوري الهوكي الوطني (NHL) الذي قدم "مساهمة بارزة في المشاريع الإنسانية أو مشاريع خدمة المجتمع". أسست في عامي 1968 و1969 تخليداً لذكرى لاعب قاعة مشاهير الهوكي تشارلي كوناشر [الإنجليزية]، الذي توفي بسرطان الحلق في عام 1967، وتميزت بعشاء خيري سنوي لجمع الأموال لصندوق تشارلي كوناشر لأبحاث السرطان. لم تكن الجائزة تابعة لـ NHL، على الرغم من أنها مُنحت لأحد لاعبي الدوري.
كان جورج أرمسترونج قائد فريق تورونتو مابل ليفز هو الفائز الأول، وسُمي بهذا الاسم تيمناً بموسم 1968–69 . سُمي الفائزون المشاركون في مناسبتين، حيث تقاسم جان بيليفو وبوبي أور الجائزة في عامي 1970-1971، كما فعل جيمي بيترز جونيور وجاري بيرجمان في عامي 1972-1973. أُعلن عن فوز لاني ماكدونالد، مهاجم فريق كالجاري فليمز، بالجائزة في حفل توزيع جوائز كوناتشر للهوكي لعام 1982-1983، على الرغم من أنه كان في الواقع الوصيف لمدافع فريق بوسطن بروينز براد بارك.صحح الخطأ بعد أيام قليلة من العشاء.
سُمي جيم بيبلينسكي [الإنجليزية] من كالجاري كآخر من حصل على الجائزة في عامي 1983 و1984، وبعد ذلك أوقف الكأس ووضع للعرض في مركز تشارلي كوناشر لأبحاث السرطان الذي بُني حديثًا في مستشفى تورنتو العام. حصل نجم فريق شيكاغو بلاكهوكس السابق ستان ميكيتا [الإنجليزية] على جائزة خاصة في ذلك المأدبة النهائية تقديراً لعمله مع ضعاف السمع. لقد نجحت حفلات العشاء الخيرية التي أقيمت بالتزامن مع الجائزة في جمع أكثر من 2 مليون دولار لصالح أبحاث سرطان الحلق خلال الأعوام السبعة عشر التي أقيمت فيها تلك الحفلات. بعد عامين من إيقاف جائزة كوناتشر، قدم مالك فريق Maple Leafs، هارولد بالارد، لرابطة NHL كأس King Clancy Memorial Trophy، والتي ستُمنح أيضًا لأفضل شخصية إنسانية في الدوري. تم منح الكأس الجديدة لأول مرة في عامي 1987-1988.